# Notre-Dame-du-Chêne (Vion)

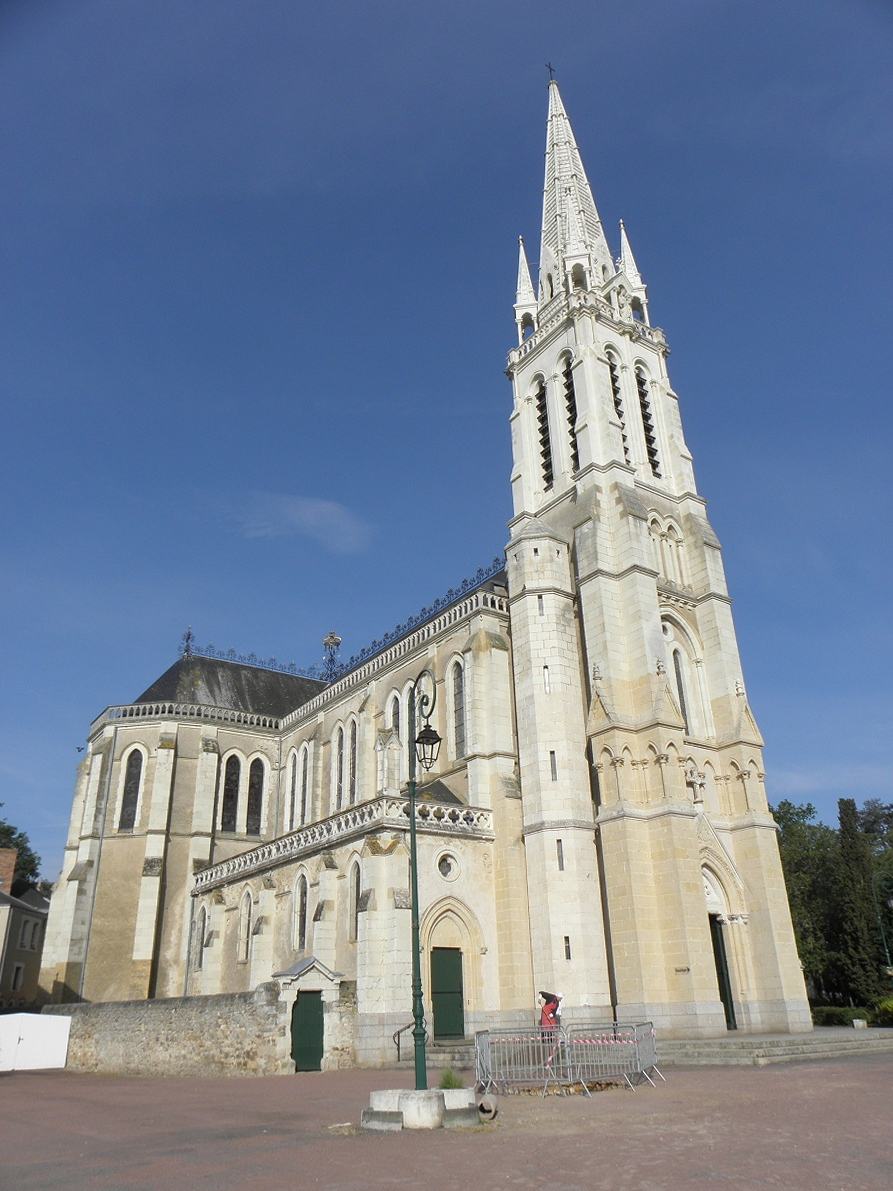
Basilika Notre-Dame-du-Chêne de Vion

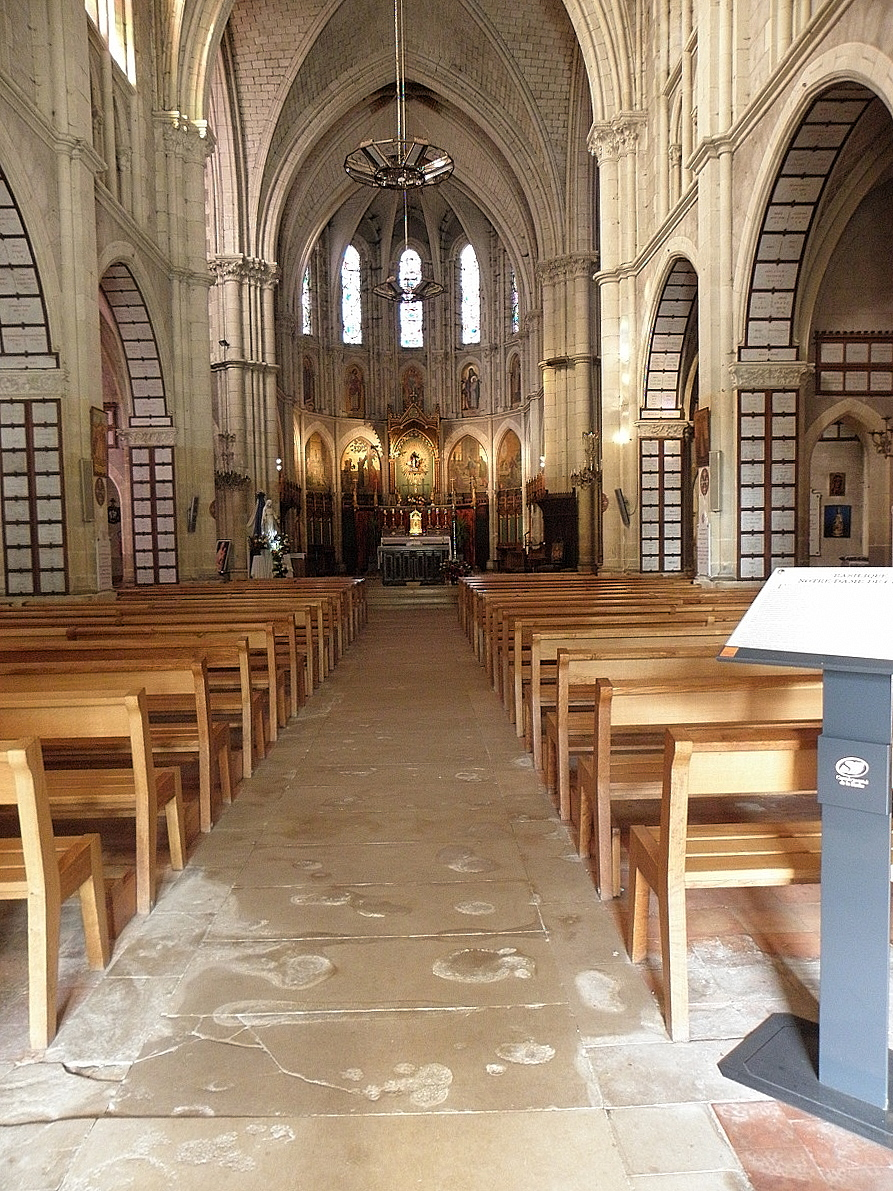
Innenraum

Die Basilika Notre-Dame-du-Chêne (deutsch Unsere Liebe Frau zur Eiche) ist eine römisch-katholische Wallfahrtskirche in Vion im französischen Département Sarthe, Pays de la Loire. Die Liebfrauenkirche des Bistums Le Mans trägt den Titel einer Basilica minor. Die neugotische Kirche stammt aus den 1870er Jahren.

## Geschichte

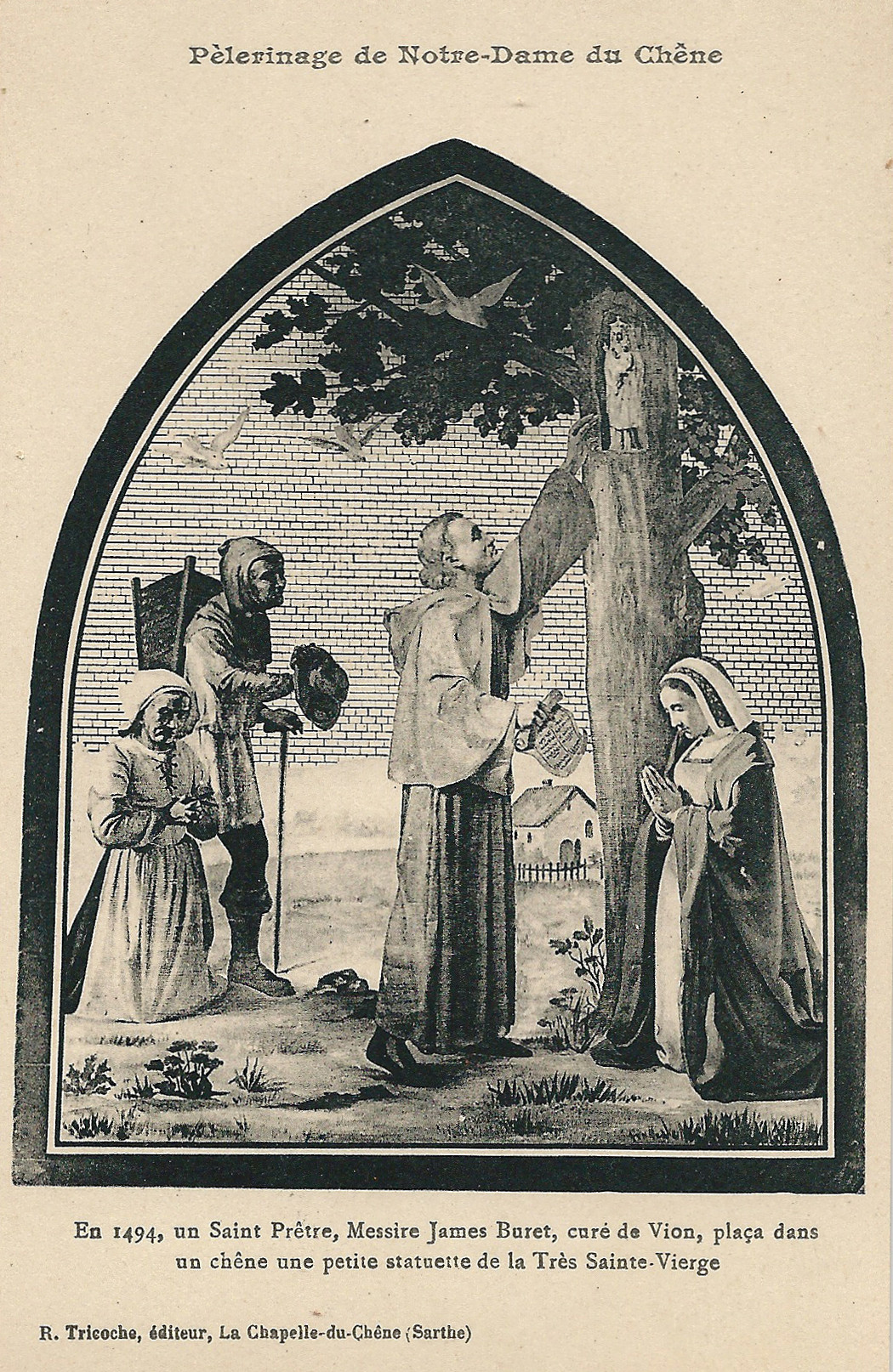
James Buret platziert die Marienstatuette in der Eiche

Der Legende nach sahen Hirten in einem Moor Tauben um eine Eiche flattern. Abends soll die Baumkrone wie von einem Feuerschein geleuchtet haben. Als der damalige Pfarrer der Pfarrei Vion, James Buret, 1494 von den Vorfällen erfuhr, dachte er sogleich an die Heilige Jungfrau und setzte eine Tonfigur in den Stamm der Eiche. Es entwickelte sich eine Pilgertätigkeit und verschiedene Wunder und Heilungen wurden dokumentiert. 1515 entstand ein Oratorium, das 1625 ausgebaut wurde. Die Pilgerzahl wuchs im 19. Jahrhundert auf 60.000 pro Jahr.
1860 ließen sich diözesane Missionspriester sowie Nonnen nieder und es wurden Gebäude errichtet. Im Jahr 1864 legte Charles Fillion, Bischof von Le Mans, ein Projekt für eine neue Kirche vor, um die Kapelle zu ersetzen und zu vergrößern. Er wurde 1869 angenommen und die Kirche 1875 als dreischiffige Kreuzbasilika fertiggestellt, deren Seitenschiffe als schmale Gänge ausgebildet sind. Im September 1891 wurde sie geweiht und 1894 zur Basilica minor erhoben. Um sie herum wurden zwei Denkmäler errichtet, ein Kalvarienberg und 1896 eine Nachbildung der Grabeskirche. Dessen Holzkruzifix wurde zum 800. Jahrestag des ersten Kreuzzugs des französischen Papstes Urban II. nach Jerusalem geschickt und dort auf den Berg Golgota getragen. Die Basilika Notre-Dame-du-Chêne besitzt noch immer Reste der Eichenwurzeln des legendären Baumes, die in einem Schrein unter dem Altar der Seitenkapelle von Notre-Dame du Chêne aufbewahrt werden.

## Orgel
Die Orgel wurde 1898 von den Brüdern Baldner installiert, 1943 bis 1950 von Gonzalès um neun Register erweitert (unten Nr. 5, 8, 16, 17, 22, 23–25) und 2014 von Gaillard restauriert. Die Disposition der rein mechanischen Schleifladenorgel lautet:
| I Grand Orgue C–f3 |                   |    |
| 1.                 | Montre            | 8′ |
| 2.                 | Bourdon           | 8′ |
| 3.                 | Flûte Traversière | 8′ |
| 4.                 | Prestant          | 4′ |
| 5.                 | Flûte à cheminée  | 4′ |
| 6.                 | Plein jeu V       |    |
| 7.                 | Cornet IV         |    |
| 8.                 | Trompette         | 8′ |
| 9.                 | Clairon           | 4′ |

| II Récit Expressif C–f3 |                  |        |
| 10.                     | Flûte Harmonique | 8′     |
| 11.                     | Gambe            | 8′     |
| 12.                     | Voix céleste     | 8′     |
| 13.                     | Flûte octaviante | 4′     |
| 14.                     | Quinte           | 2 ⁄3′  |
| 15.                     | Doublette        | 2′     |
| 16.                     | Tierce           | 1 3⁄5′ |
| 17.                     | Fagott           | 16′    |
| 18.                     | Trompette        | 8′     |
| 19.                     | Cromorne         | 8′     |
| 20.                     | Basson/Hautbois  | 8′     |

| Pédale C–f1 |                            |     |
| 21.         | Soubasse                   | 16′ |
| 22.         | Flûte                      | 8′  |
|             | Bourdon (aus Soubasse 16′) | 8′  |
|             | Flûte (aus Soubasse 16′)   | 4′  |
| 23.         | Posaune                    | 16′ |
|             | Tonnerre (aus Posaune 16′) | 12′ |
| 24.         | Trompette                  | 8′  |
| 25.         | Clairon                    | 4′  |

- Koppeln: II/I, I/P, II/P
- Effektregister: Generaltremulant
- Temperatur: nach Young